# 秦朝釪
秦朝釪（？年—？年），字大樽。江蘇省常州府金匱縣（今屬無錫市）人，清朝政治人物、詩人。

## 歷任
乾隆十二年（1747年）丁卯鄉試舉人。
乾隆十三年（1748年）戊辰科二甲第四十九名進士出身。授主事，籤分工部。
後遷禮部郎中。出授雲南楚雄府知府。秦朝釪老實木訥而沒有權謀，而處事風紀嚴厲，他人不能以私利干涉；知府任上，轄屬有軍隊調遣之事，秦朝釪辦理井然有序，兵已過境而百姓不知悉。某次雲南巡撫經過楚雄府城，秦朝釪正在府署中的山亭讀書，讀完該卷才出城，但已趕不及謁見巡撫，巡撫知道秦朝釪賢能，也不責怪。數年後因事降調，辭官歸鄉。
四十九年（1784年）四月，受江西巡撫郝碩延請擔任江西豫章書院掌教。 

## 著作
秦朝釪工於詩、古文，作品多有流傳。著有《岵斋诗文稿》。
- 《消寒詩話》一卷，顧光旭刊行。